# Obština Chaskovo
Obština Chaskovo (bulharsky Община Хасково) je bulharská jednotka územní samosprávy v Chaskovské oblasti. Leží v jižním Bulharsku na severních svazích Východních Rodopů a zčásti v Hornothrácké nížině. Správním střediskem je město Chaskovo, kromě něj zahrnuje obština 36 vesnic. Žije zde necelých 90 tisíc stálých obyvatel.

## Sídla
| - Alexandrovo - Brjagovo - Dinevo - Dolno Golemanci - Dolno Vojvodino - Elena - Gălăbec - Garvanovo - Golemanci - Gorno Vojvodino - Chaskovo (sídlo správy) - Klokotnica - Knižovnik | - Konuš - Koren - Kozlec - Krivo Pole - Ljubenovo - Malevo - Manastir - Mandra - Maslinovo - Momino - Nikolovo - Nova Nadežda - Orlovo | - Podkrepa - Rodopi - Stambolijski - Stojkovo - Široka Poljana - Teketo - Trakiec - Uzundžovo - Văglarovo - Vojvodovo - Zornica |

## Sousední obštiny
| Růžice kompasu | Mineralni Bani | Dimitrovgrad     | Simeonovgrad | Růžice kompasu |
| Růžice kompasu | Černoočene     | Sever            | Charmanli    | Růžice kompasu |
| Růžice kompasu | Černoočene     | Obština Chaskovo | Charmanli    | Růžice kompasu |
| Růžice kompasu | Černoočene     | Jih              | Charmanli    | Růžice kompasu |
| Růžice kompasu | Kărdžali       | Stambolovo       |              | Růžice kompasu |

## Obyvatelstvo
V obštině žije 87 013 stálých obyvatel a včetně přechodně hlášených obyvatel 115 890. Podle sčítáni 1. února 2011 bylo národnostní složení následující:
- Bulhaři: 63 963 (74.3 %)
- Turci: 16 890 (19.6 %)
- Romové: 3 859 (4.5 %)
- ostatní: 1 346 (1.6 %)